# RETScreen
Phần mềm quản lý năng lượng sạch RETScreen (thường được rút ngắn thành RETScreen) là gói phần mềm do Chính phủ Canada phát triển. RETScreen Expert đã được nêu bật tại Hội Nghị Bộ Trưởng Năng Lượng Sạch năm 2016 tổ chức tại San Francisco. Phần mềm có sẵn theo 36 ngôn ngữ, bao gồm tiếng Việt.
RETScreen Expert là phiên bản phần mềm hiện tại và đã được phát hành ra công chúng vào ngày 19 tháng 9 năm 2016. Phần mềm này giúp ta xác định, đánh giá và tối ưu hóa toàn diện tiềm năng về mặt kỹ thuật và tài chính của các dự án tiềm năng về năng lượng tái tạo và hiệu suất năng lượng; cũng như đo lường và xác minh hiệu suất thực tế của các cơ sở và xác định cơ hội / sản xuất/tiết kiệm năng lượng. "Chế độ Người xem" trong RETScreen Expert hoàn toàn miễn phí và cho phép truy cập vào tất cả các chức năng của phần mềm. Tuy nhiên, không giống như các phiên bản cũ của RETScreen, "Chế độ chuyên nghiệp" mới (giúp người dùng lưu, in, v.v.) hiện đang có trên cơ sở đăng ký hàng năm.
RETScreen Suite, bao gồm RETScreen 4 và RETScreen Plus, là phiên bản trước của phần mềm RETScreen. RETScreen Suite bao gồm khả năng phân tích độc lập và khả năng đồng phát.
Không giống như RETScreen Suite, RETScreen Expert là nền tảng phần mềm tích hợp; sử dụng nguyên mẫu chi tiết và toàn diện để đánh giá dự án; và bao gồm khả năng phân tích danh mục đầu tư. RETScreen Expert tích hợp một số cơ sở dữ liệu để hỗ trợ người dùng, bao gồm cơ sở dữ liệu toàn cầu về các điều kiện khí hậu thu được từ 6.700 trạm mặt đất và dữ liệu vệ tinh NASA; cơ sở dữ liệu chuẩn; cơ sở dữ liệu chi phí; cơ sở dữ liệu dự án; cơ sở dữ liệu thủy văn và cơ sở dữ liệu sản phẩm. Phần mềm chứa các tài liệu huấn luyện tích hợp phong phú, bao gồm sách giáo khoa điện tử.

## Lịch sử
Phiên bản RETScreen đầu tiên được phát hành vào ngày 30 tháng 4 năm 1998.  RETScreen Version 4 được Bộ Môi trường Canada phát hành vào ngày 11 tháng 12 năm 2007 tại Bali, Indonesia. RETScreen Plus đã được phát hành vào năm 2011. RETScreen Suite (tích hợp RETScreen 4 và RETScreen Plus có nhiều bản nâng cấp bổ sung), được phát hành vào năm 2012. RETScreen Expert được phát hành ra công chúng vào ngày 19 tháng 9 năm 2016.

## Yêu cầu của chương trình
Chương trình yêu cầu Microsoft® Windows 7 SP1, Windows 8.1 hoặc Windows 10; và Microsoft® .NET Framework 4.7 hoặc cao hơn. Chương trình có thể làm việc trên các máy tính Apple Macintosh sử dụng Parallels hoặc VirtualBox dành cho Mac.

## Đối tác
RETScreen được quản lý dưới sự lãnh đạo và hỗ trợ tài chính liên tục của Trung tâm Nghiên cứu Tài nguyên thiên nhiên Canada CanmetENERGY Varennes, một cơ quan của Chính phủ Canada. Nhóm nòng cốt thúc đẩy sự hợp tác với một số tổ chức chính phủ và các tổ chức đa phương khác với sự hỗ trợ kỹ thuật từ một mạng lưới chuyên gia rộng lớn từ các ngành công nghiệp, chính phủ và các viện nghiên cứu. Các đối tác chính bao gồm Trung tâm Nghiên cứu của NASA, Hợp tác Năng lượng Tái tạo và Hiệu quả Năng lượng (REEEP), Đơn vị Vận hành Hệ thống Điện Độc lập (IESO) của Ontario, Đơn vị Năng lượng của Bộ phận Công nghệ, Công nghiệp và Kinh tế của UNEP, Cơ sở Môi trường Toàn cầu (GEF), Prototype Carbon Fund của Ngân hàng Thế giới, và Sáng kiến Năng lượng Bền vững của Đại học York.

## Các ví dụ về cách sử dụng
Tính đến tháng 2 năm 2018, phần mềm RETScreen có hơn 575.000 người sử dụng ở mọi quốc gia và lãnh thổ.
Một nghiên cứu về tác động độc lập ước tính rằng đến năm 2013, trên toàn thế giới, việc sử dụng phần mềm RETScreen đã tiết kiệm chi phí giao dịch người dùng hơn 8 tỷ đô la, giảm thiểu phát thải khí nhà kính 20 tấn mỗi năm, và giúp lắp đặt ít nhất 24 GW công suất năng lượng sạch.
RETScreen được sử dụng rộng rãi để tạo điều kiện và thực hiện các dự án năng lượng sạch. Ví dụ: RETScreen đã được sử dụng:
- để cải tạo Tòa nhà chọc trời Empire State bằng các biện pháp tiết kiệm năng lượng[22]
- tại các cơ sở sản xuất 3M của Canada[23]
- rộng rãi bởi ngành năng lượng gió của Ireland để phân tích các dự án tiềm năng mới[24]
- để giám sát việc thực hiện hàng trăm trường học ở Ontario[25]
- bởi chương trình kết hợp nhiệt và điện (tối ưu hóa năng lượng sinh học) của Manitoba Hydro cho các ứng dụng dự án màn chắn[26][27]
- để quản lý năng lượng tại các trường đại học và cao đẳng[28]
- nhằm đánh giá và thẩm định qua nhiều năm về hiệu suất quang điện tại Toronto, Canada[29][30]
- để phân tích sưởi ấm không khí mặt trời tại các căn cứ Không lực Hoa Kỳ[31]
- cho các cơ sở của thành phố, kể cả xác định cơ hội để nâng cấp hiệu suất năng lượng ở các đô thị Ontario khác nhau[32][33]

Bộ sưu tập rộng rãi các bài báo chi tiết nói về cách thức RETScreen được sử dụng trong các ngữ cảnh khác nhau hiện có trên trang LinkedIn của RETScreen.
RETScreen cũng được sử dụng như một công cụ giảng dạy và nghiên cứu của hơn 1.100 trường đại học và cao đẳng trên toàn thế giới và thường được trích dẫn trong các tài liệu học thuật. Các ví dụ về việc sử dụng RETScreen trong học viện được trình bày trong phần "Ấn bản và Báo cáo" và "Các khóa học Đại học và Cao đẳng" của bản tin RETScreen, có thể truy cập qua Hướng dẫn sử dụng trong phần mềm tải xuống.
Việc sử dụng RETScreen có bắt buộc hay đề nghị tùy theo chương trình khuyến khích năng lượng sạch ở tất cả các cấp chính quyền trên toàn thế giới, bao gồm UNFCCC và EU; Canada, New Zealand và Vương quốc Anh; nhiều tiểu bang ở Hoa Kỳ và các tỉnh của Canada; thành phố và đô thị; và các cơ sở. Các buổi hội thảo tập huấn RETScreen cấp quốc gia và khu vực đã được tiến hành theo yêu cầu chính thức của Chính phủ Chile, Saudi Arabia, và 15 quốc gia ở Tây và Trung Phi, và Tổ chức Năng lượng Châu Mỹ La Tinh (OLADE).

## Giải thưởng và công nhận
Năm 2010, RETScreen International đã được trao Giải thưởng Dịch vụ Công Xuất sắc (Public Service Award of Excellence), là giải thưởng cao quý nhất do chính phủ Canada cấp cho công chức của mình.
RETScreen và nhóm RETScreen đã được đề cử và nhận được nhiều giải thưởng có uy tín khác bao gồm giải thưởng Năng lượng Tái tạo Toàn cầu Euromoney/Ernst & Young, Energy Globe (Giải thưởng Quốc gia Canada) và Huy chương Giải thưởng Đặc biệt Ernst & Young, Energy Globe (Giải thưởng Quốc gia dành cho Canada), và Huy chương Giải thưởng Đặc biệt GTEC.

## Nhận xét
Nhận xét của Cơ quan Năng lượng Quốc tế về việc phát hành phiên bản beta phần thủy điện của phần mềm được mô tả "rất ấn tượng". Cơ quan Môi trường châu Âu khẳng định rằng RETScreen là "công cụ cực kỳ hữu ích" RETScreen cũng được xem là "một trong những công cụ phần mềm tốt nhất hiện nay để đánh giá tính kinh tế của hệ thống năng lượng tái tạo" và là "công cụ để tăng cường... sự gắn kết thị trường" về năng lượng sạch trên toàn thế giới.